# Costas minimale overflade
 Denne artikel bør gennemlæses af en person med fagkendskab for at sikre den faglige korrekthed.

Costas minimale overflade er i matematikken en indkapslet minimal overflade, som blev opdaget i 1982 af den brasilianske matematiker Celso Costa. Det er også en endelig topologisk overflade, hvilket betyder, at den kan dannes ved at stikke hul i et kompakt topologisk rum. Topologisk er der tale om en trehulstorus.
| Dodekaeder | Spire Denne artikel om geometri er en spire som bør udbygges. Du er velkommen til at hjælpe Wikipedia ved at udvide den. |